# Jeux asiatiques de 1970
Navigation
Édition précédente Édition suivante
Les VIe Jeux asiatiques se sont déroulés du 24 août au 4 septembre 1970 à Bangkok, en Thaïlande. Ils ont rassemblé 2 400 participants de 16 pays asiatiques dans 13 disciplines.
Initialement prévue en Corée du Sud, la compétition est finalement organisée en Thaïlande à la suite de menaces nord-coréennes.

## Sports et disciplines
Les athlètes se sont affrontés dans 13 disciplines. Le tennis et le tennis de table sont retirés du programme tandis que la voile fait son apparition.
- Athlétisme
- Badminton
- Basket-ball
- Boxe
- Cyclisme
- Football
- Haltérophilie
- Hockey sur gazon
- Lutte
- Natation
- Tir
- Voile
- Volley-ball

## Délégations présentes
Les Jeux asiatiques 1970 ont vu la participation de 2 400 athlètes représentant seize délégations. La République du Viêt Nam et l'Iran font ainsi leur retour. Hong Kong, présent en 1966 est absent. En revanche, le Cambodge (République khmère) est de retour.
Le Japon termine une nouvelle fois largement en tête du tableau des médailles en remportant plus de la moitié des épreuves. La Thaïlande, pays organisateur, est troisième.
| Rang  | Nation                       | Or  | Argent | Bronze | Total |
| ----- | ---------------------------- | --- | ------ | ------ | ----- |
| 1     | Japon                        | 74  | 47     | 23     | 144   |
| 2     | Corée du Sud                 | 18  | 13     | 23     | 54    |
| 3     | Thaïlande                    | 9   | 17     | 13     | 39    |
| 4     | Iran                         | 9   | 7      | 7      | 23    |
| 5     | Inde                         | 6   | 9      | 10     | 25    |
| 6     | Israël                       | 6   | 6      | 5      | 17    |
| 7     | Malaisie                     | 5   | 1      | 7      | 13    |
| 8     | Birmanie                     | 3   | 2      | 7      | 12    |
| 9     | Indonésie                    | 2   | 5      | 13     | 20    |
| 10    | Ceylan                       | 2   | 2      | 0      | 4     |
| 11    | Philippines                  | 1   | 9      | 12     | 22    |
| 12    | République de Chine (Taïwan) | 1   | 5      | 12     | 18    |
| 13    | Pakistan                     | 1   | 2      | 7      | 10    |
| 14    | Singapour                    | 0   | 6      | 9      | 15    |
| 15    | Cambodge                     | 0   | 2      | 3      | 5     |
| 16    | Viêt Nam du Sud              | 0   | 0      | 2      | 2     |
| Total | Total                        | 137 | 133    | 153    | 423   |